# August Klages (Chemiker)

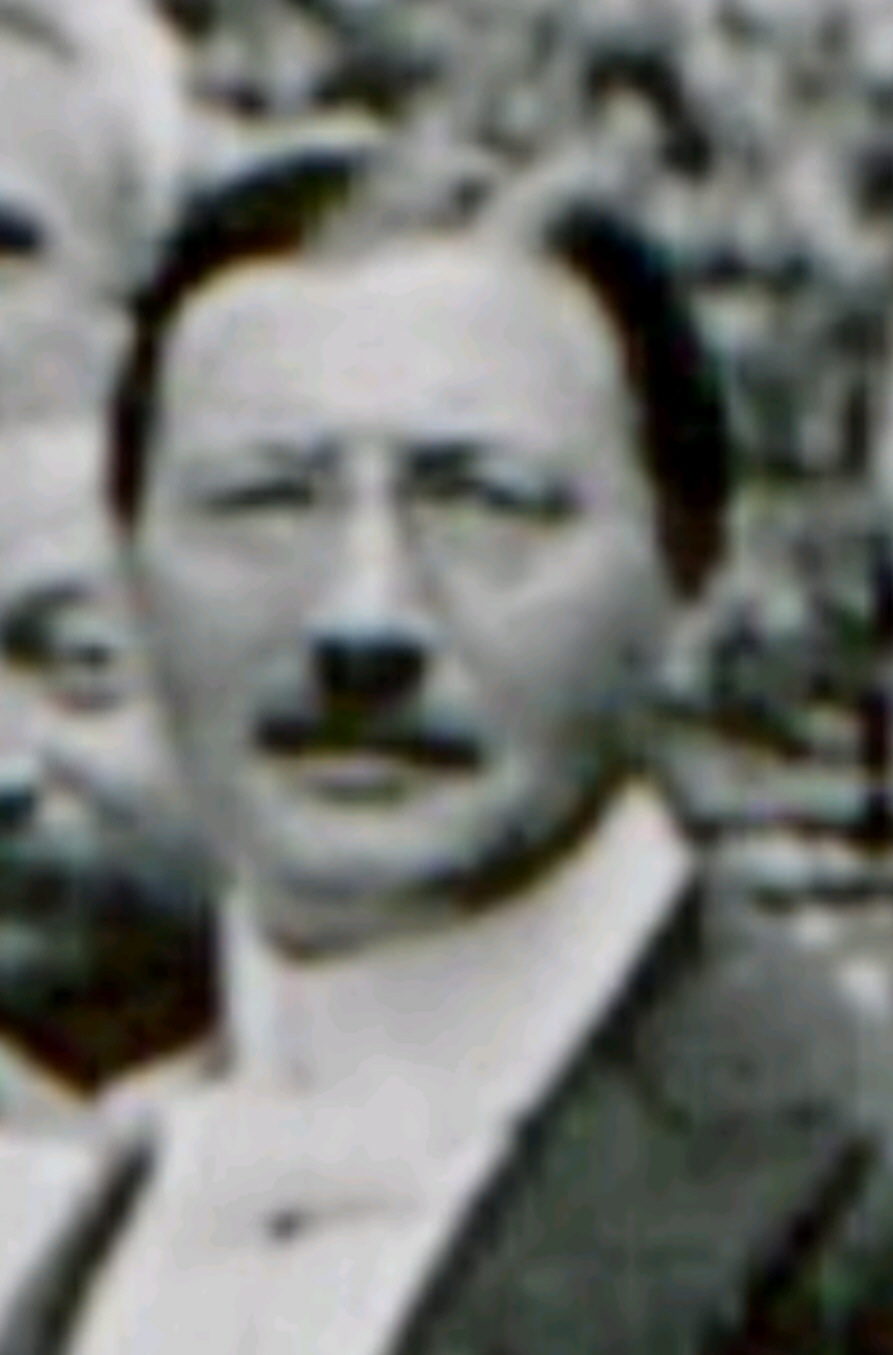
August Klages August 1911

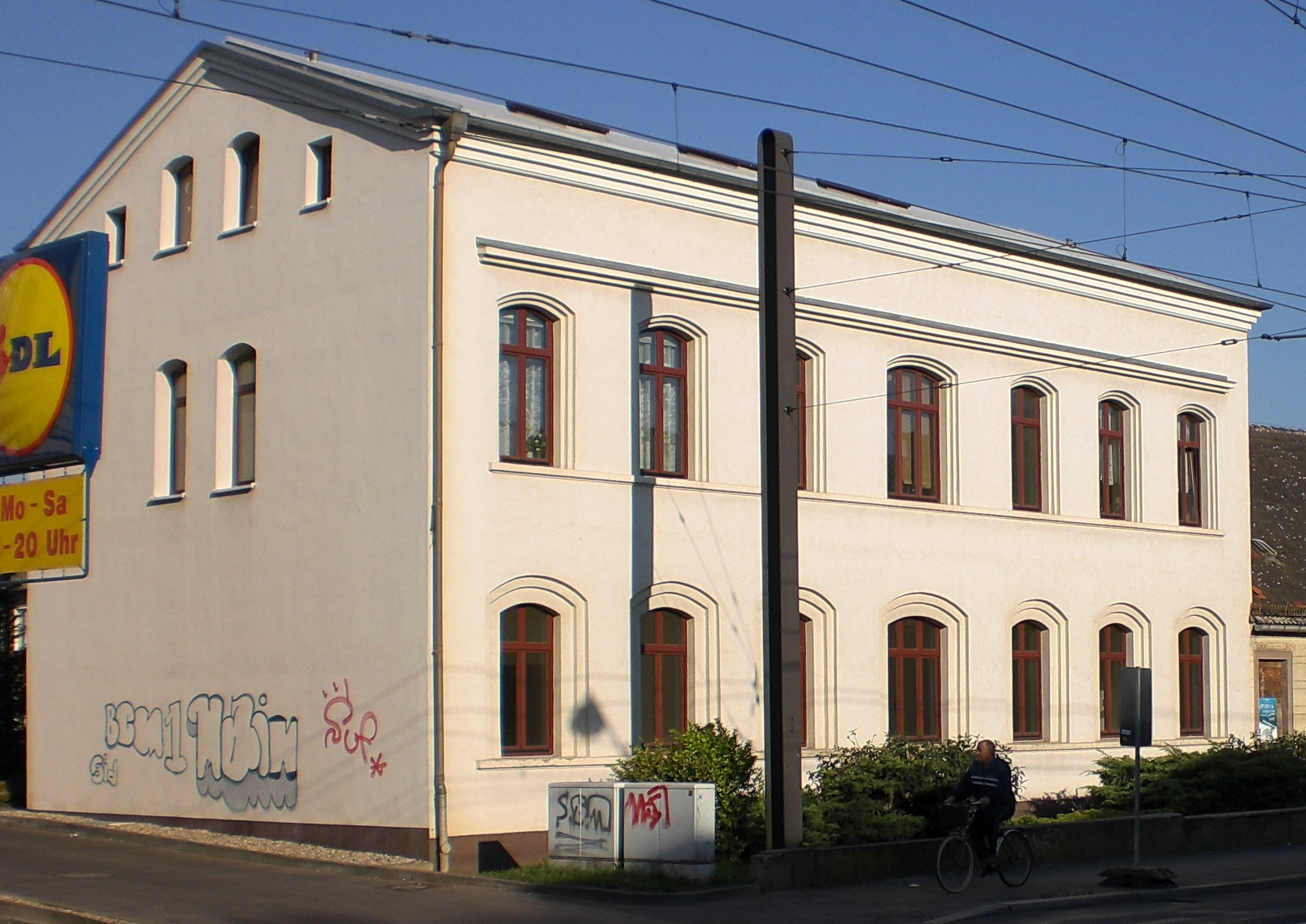
Wohnhaus in Salbke, Aufnahme aus dem Jahr 2008, kurz vor dem Abriss des Gebäudes

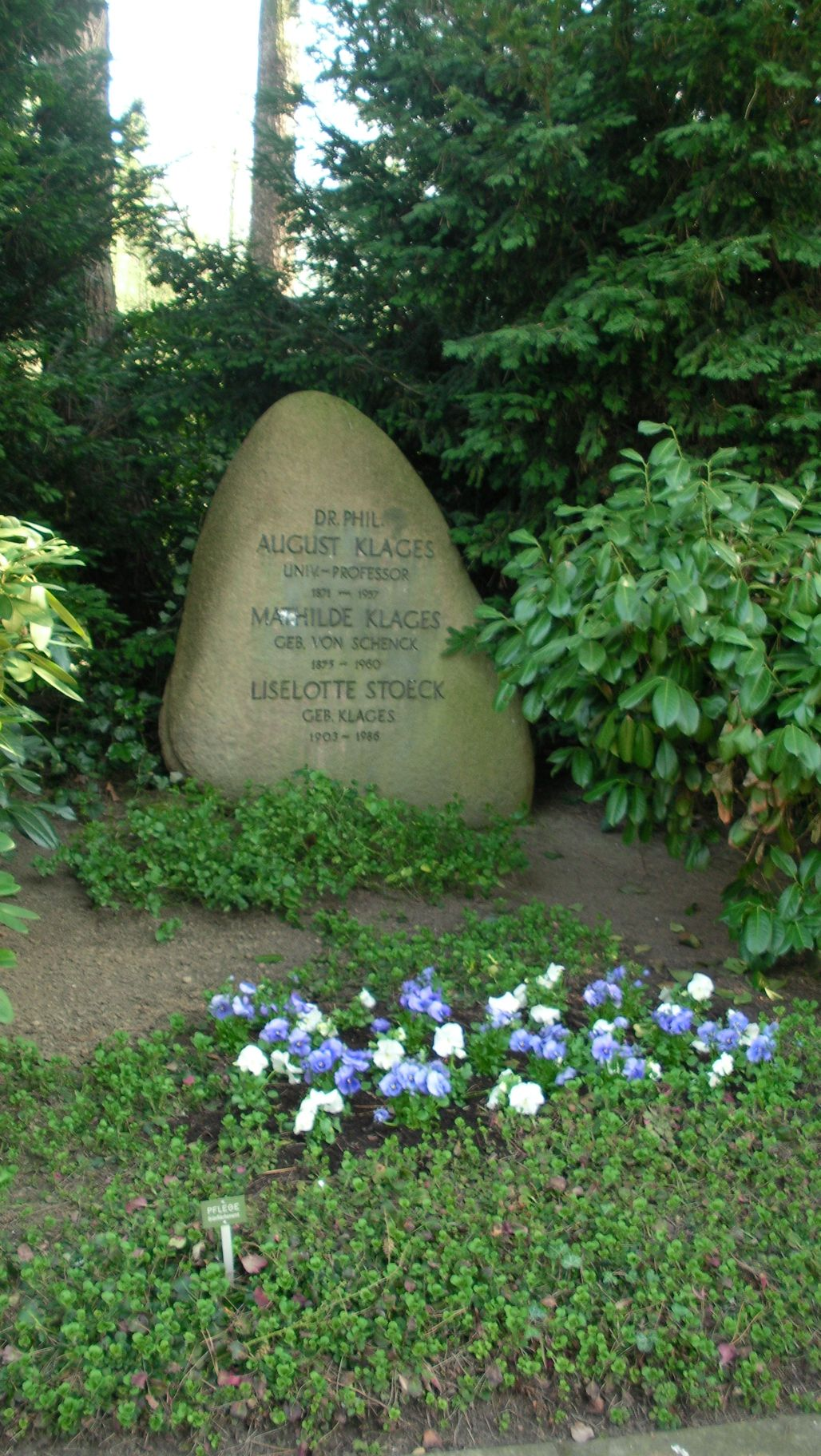
Grabstätte der Familie Klages auf dem Göttinger Stadtfriedhof

Wilhelm August Hermann Klages (* 19. Juni 1871 in Hannover; † 27. Dezember 1957 in Göttingen) war ein deutscher Chemiker und Hochschullehrer.

## Leben
Als Sohn eines Bäckermeisters absolvierte Klages nach dem Besuch des Leibniz-Gymnasiums in Hannover zunächst eine kaufmännische Ausbildung und studierte ab 1893 an der Universität Heidelberg Chemie, Botanik und Mineralogie. Er war Schüler und ab 1895 Assistent des Chemikers Victor Meyer. 1896 promovierte er über hydrierte Benzole und war danach Vorlesungsassistent bei Meyers Nachfolger Theodor Curtius, bis er sich 1900 für organische Chemie habilitierte. Danach arbeitete er als Privatdozent und ab 1904 als außerordentlicher Professor.
1906 ließ er sich beurlauben, um in der chemischen Industrie, zunächst bei der BASF, zu arbeiten. Im folgenden Jahr übernahm er als Nachfolger des erkrankten Constantin Fahlberg die Leitung der Saccharinfabrik AG in Salbke bei Magdeburg. Unter seiner Führung wurde die Produktpalette des Unternehmens deutlich ausgebaut. Den durch das Saccharingesetz stark eingeschränkten Umsatz ersetzte er durch die Produktion von Schwefelsäure. Hinzu kam eine Schwerpunktsetzung auf Pflanzenschutzmittel. 1912 entdeckte er den Bitterstoff bei der Oxidation von o-Toluensulfamid mit Kaliumpermanganat. Im Jahr 1920 entwickelte er Germisan, ein Mittel zur Beizung von Saatgut, welches in der Praxis der Landwirtschaft erhebliche Bedeutung erlangte. Klages, der als führender Fachmann auf den Gebieten Süßstoff-, Schwefel-, Salzsäure- und Pflanzenschutzmittelproduktion galt, erwarb diverse Patente.
In seiner Salbker Zeit lebte er im zuvor von Constantin Fahlberg bewohnten Haus Alt Salbke 49. Das sanierte historische Gebäude wurde 2008 abgerissen, um eine bessere Sichtbarkeit für einen Einkaufsmarkt zu erreichen.
Klages amtierte ab 1927 als geschäftsführendes Vorstandsmitglied des Vereins deutscher Chemiker in Berlin. 1928 wurde er Honorarprofessor für Stoffwirtschaft an der Technischen Hochschule in Berlin-Charlottenburg. Er war Ausschussmitglied des Vereins zur Wahrung der Interessen der chemischen Industrie Deutschlands, Vorstandsmitglied im Deutschen Normenausschuss, im Verband technisch-wissenschaftlicher Vereine, im Reichsausschuss für Metallschutz und in der Deutschen Chemischen Gesellschaft.
1933 zog er sich aus dem Berufsleben zurück und lebte weiter in Berlin. Nach Ende des Zweiten Weltkriegs verzog er nach Göttingen.

## Werke
- Ueber einige Derivate des m-Xylols, 1896
- Studien in der Reihe hydrirter Benzole, 1897
- Über das Pulegon und das Methylhexanon, 1899
- Über das Nitrit der Aminoessigsäure, 1902
- Zur Kenntnis der Amylbenzole, 1903
- Über das optische Verhalten einiger Styrolene, 1907
- Bekämpfung der Getreidekrankheiten, 1925
- Schädlingsbekämpfung durch chemische Mittel. In: Franz Peters, Hermann Großmann (Hrsg.): Chemische Technologie der Neuzeit, Bd. 4, 1932, 1124–1154.